# 盏盘市社
盏盘市社（越南语：／）是越南西寧省下轄的一個市社。

## 地理
盏盘市社位于西宁省南部，北接边求县和鹅油县，东接平阳省油汀县和胡志明市纠支县，南接隆安省德和县和德惠县，西接柬埔寨，面积334.61平方千米，22号国道横穿县境。

## 历史
阮朝时，盏盘县隶属嘉定省西宁府光化县。1867年，法属交趾支那划分全境为24个清查辖，在盏盘设立光化清查辖，后又更名为盏盘清查辖。1870年，法属交趾支那和柬埔寨划定边界，盏盘清查辖管辖的高棉人地区（今柬埔寨柴桢省）划归柬埔寨。
1900年1月1日，西宁参办辖改制为西宁省，盏盘成为下属的盏盘郡。1963年，盏盘郡划归新成立的厚义省。
在越南战争期间，盏盘曾多次遭到轰炸。1972年6月8日，南越飞行员在盏盘误认敌军而对难民进行轰炸。当时美联社的摄影记者黄幼公拍下潘氏金福被燒夷彈轟炸之後哭叫著逃跑的照片，成为反戰象徵。
1975年，越南南方共和国接管盏盘，盏盘县隶属西宁省。
2004年1月12日，禄兴社和敦顺社析置兴顺社。
2016年5月17日，盏盘市镇被评定为四级城镇。
2018年12月28日，盏盘县被评定为四级城镇。
2020年1月10日，盏盘县改制为盏盘市社；盏盘市镇和嘉禄社部分区域合并为盏盘坊，嘉禄社改制为嘉禄坊，安和社改制为安和坊，嘉平社改制为嘉平坊，安静社改制为安静坊，禄兴社改制为禄兴坊。

## 行政区划
盏盘市社下辖6坊4社，市社人民委员会位于盏盘坊。
- 安和坊（Phường An Hòa）
- 安静坊（Phường An Tịnh）
- 嘉平坊（Phường Gia Bình）
- 嘉禄坊（Phường Gia Lộc）
- 禄兴坊（Phường Lộc Hưng）
- 盏盘坊（Phường Trảng Bàng）
- 敦顺社（Xã Đôn Thuận）
- 兴顺社（Xã Hưng Thuận）
- 福平社（Xã Phước Bình）
- 福祉社（Xã Phước Chỉ）

## 经济
盞盤市社的經濟以傳統手工為主，近年來開拓了提供外商投資的工業區。

## 饮食
盏盘市社有一項知名料理為盞盤湯粉（一種麵食，搭配豬肉與當地藥草）。